# 野々内良樹
野々内 良樹（ののうち よしき、1930年 - 2009年）は、京都府出身の日本画家。日展会員。

## 人物
父親は、日本画家の野々内保太郎。

## 経歴
- 1930年 京都府に生まれる
- 1950年 京都市立美術専門学校（現:京都市立芸術大学）卒業、西山英雄に師事
- 1951年 日展初入選
- 1957年 朝日新人展招待
- 1966年 日展特選･白寿賞、日春展入選
- 1975年 山種美術館賞展招待出品
- 1980年 日展特選
- 1985年 日展審査員

## 主な作品
- 『緑映』（1998年制作）日展会館所蔵
- 『アネハ鶴』第31回日展出品作